# Галоне-Фанели (Вибо Валенција)
Галоне-Фанели је насеље у Италији у округу Вибо Валенција, региону Калабрија.
Према процени из 2011. у насељу је живело 165 становника. Насеље се налази на надморској висини од 805 м.